# 爱尔兰总统
愛爾蘭總統（愛爾蘭語：Uachtarán na hÉireann）是愛爾蘭共和國的國家元首。

## 選舉
愛爾蘭總統是由愛爾蘭人每七年選出。但是，如果愛爾蘭總統府提前出現空缺，愛爾蘭政府必須在六十日內舉行選舉，選出繼任人。總統選舉是根據可转移单票制，以秘密投票方式進行。
雖然所有在愛爾蘭居住的愛爾蘭和英國公民可以在下議院選舉投票，但只有十八歲或以上的愛爾蘭公民可以在總統選舉投票。所有總統候選人必須是三十五歲或以上的愛爾蘭居民，和
- 得到愛爾蘭國會（Oireachtas）至少二十名議員提名
- 得到至少四個縣議會或市議會提名
- （如果候選人是現任總統或前總統）自己提名

根據愛爾蘭憲法和其他法律，總統選舉結果是由監票司宣佈勝出的候選人。如果多一個候選人被宣佈勝出，監票司必須終止選舉和選出最後勝出者。所有總統只可以連任一次。
由於2004年時任總統瑪麗·麥卡利斯在沒有競選對手底下自動連任，有些政治人士建議更改現有選舉法（降低國會議員提名數目，由20名議員降低到五至十名議員），令候選人可以更加容易地參選。

## 職務和權力
由於愛爾蘭憲法設立國會政府體系（即所謂西敏制 Westminster System），愛爾蘭總統的職權是象徵性的。幾乎所有總統職權是必需在依照憲法或政府有法律約束力的忠告底下行使。愛爾蘭總統不是其國家的首長（愛爾蘭國家首長地位是由愛爾蘭內閣全體擔任），與其他國家總統不同。但是，愛爾蘭內閣要經常地向總統匯報其國內和外交政策。
愛爾蘭總統擁有以下的權力：

### 任命愛爾蘭內閣和法官
愛爾蘭總統是有權任命總理（Taoiseach），其他內閣官員和法官，並且有權接受他們的請辭。總理候任人選是由愛爾蘭下議院（Dáil Éireann）產生。內閣官員人選是由總理選出。法官人選是由總理提名。總統在總理的忠告底下辭退內閣官員。如果總理失去國會信任，他必須辭職。

### 主持下議院開幕和解散下議院
愛爾蘭總統是有權主持下議院開幕和解散下議院。這權利是由愛爾蘭內閣忠告底下使用。

### 簽署國會法案成為法律
愛爾蘭總統是有權簽署由愛爾蘭國會（Oireachtas）通過的法案成為法律。除非使用專用預留權利（Discretionary Power），愛爾蘭總統不准否決由愛爾蘭下議院（Dáil Éireann）和上議院（Seanad Éireann）通過的法案。

### 在外交事務上代表國家
這權利是由愛爾蘭內閣忠告底下使用。愛爾蘭總統有權任命愛爾蘭駐外大使和接受其他國家大使的任命。在簽署條約方面，內閣官員會以總統的名義簽署條約。

### 國家軍隊最高司令
愛爾蘭總統是國家愛爾蘭軍隊的最高司令。職權是象徵性的。

## 特殊限制
愛爾蘭總統有以下的限制：
- 不准沒有政府許可下離開愛爾蘭共和國國土。
- 總統在向愛爾蘭全國或向愛爾蘭國會任何一個議院發表演講前，必須經政府同意。這個情況是罕見的。
- 根據不成文的慣例規定，總統不能直接批評現任政府。

## 專用保留權力
愛爾蘭總統是擁有某些專用保留權力，能在任何時候使用。但是，在使用保留權力前，總統必須咨詢愛爾蘭國務委員會。國務委員會的忠告並不帶有法律約束力，總統不需要跟隨國務委員會的忠告。
愛爾蘭總統擁有以下的專用保留權力：

### 將已通過的法案提交到最高法院
愛爾蘭總統，在咨詢愛爾蘭國務委員會後，可以將愛爾蘭國會通過的法案提交到愛爾蘭最高法院，以便審查其法案是否違犯愛爾蘭憲法。如果最高法院裁定該法案違犯愛爾蘭憲法，總統便不可以簽署法案成為法律。這種專用保留權力是最經常地被使用的。愛爾蘭歷任八位總統，便有六位總統使用過這種專用保留權力。但愛爾蘭總統不能將以下的法案提交到最高法院
- 財政預算案
- 憲法修正案
- 緊急法案

### 將已通過的法案提交到人民表決
如果眾議院三分之一的議員和參議院大多數的議員簽署請願，要求愛爾蘭總統將法案提交到人民表決，總統，在咨詢國務委員會後，可以拒絕簽署法案成為法律，直到以下事件發生：
- 人民在公民投票下通過法案
- 眾議院在八個月內舉行大選，重新開議

這種專用保留權力從未被使用，因為歷史上，執政黨永遠在參議院擁有大多數席位，令平常在眾議院擁有至少三分之一議席的反對派陣營不能聯署請願。

### 拒絕解散眾議院的請求
如果爱尔兰总理被發現「已不能令眾議院的大多數議員繼續支持他」，愛爾蘭總統有權拒絕審批解散眾議院的請求。如果解散眾議院的請求被總統拒絕，總理必須立即請辭。這種專用保留權力從未被使用，但在1944年，1982年，和1994年，某些事件令總統可以在必要時間內行使這種權利。

#### 這種專用保留權力的爭議
由於愛爾蘭憲法規定這種專用保留權力只可以由總統「酌情使用」，任何政黨領袖都不能企圖影響或左右總統的決定。但是，由於愛爾蘭憲法存在英語和愛爾蘭語二個官方版本，這種專用預留權利存在一定的爭議。
在英語版的愛爾蘭憲法，「酌情使用」的條款被寫為「由總統專人使用」（exercised by the President's absolute discretion），但是，在愛爾蘭語版的愛爾蘭憲法，「酌情使用」的條款反而被寫為「由總統在他自己的忠告之下使用」（「chomhairle féin」；「chomhairle」原型為「comhairle」，意為「忠告」；「féin」意為「自己（的）」）。有法律專家相信，如果依照英語版的愛爾蘭憲法執行這個預留權利，總統可以擁有一些與反對派陣營或執政黨進行通話的自由。但是，如果依照愛爾蘭語版的愛爾蘭憲法執行這個預留權利，總統將不可以與反對派陣營或執政黨進行任何通話。
根據《愛爾蘭憲法》第25條第四章第六節和第五章第四節，當英語版法律和愛爾蘭語版法律意思衝突的時候，以愛爾蘭語版法律為準。所以，許多專家相信在總統使用這種專用預留權利之前，總統不可以與反對派陣營或執政黨進行任何通話。這個因為不同語言版本產生之分歧令許多愛爾蘭總統不願意使用這種專用保留權力。

### 縮短參議院辯論法案的時間
愛爾蘭總統，在眾議院要求和咨詢愛爾蘭國務委員會後，有權限制參議院辯論法案的時間，以便約束參議院拖延通過緊急法案的權力。

### 任命特殊委員會
愛爾蘭總統，在參議院要求和咨詢愛爾蘭國務委員會後，有權任命一個特殊委員會，以便解決國會參、眾兩院在任何法案的分歧。

### 向愛爾蘭國會發表演講
愛爾蘭總統，在咨詢愛爾蘭國務委員會後，有權向愛爾蘭國會（Oireachtas）任何一個議院（或國會參、眾兩院全體）發表演講。條件是愛爾蘭內閣必須完全地同意演辭內容。這種專用保留權力被使用過四次：總統埃蒙·迪·華理拉使用過一次，總統瑪麗·羅賓遜使用過二次，總統瑪麗·麥亞烈斯在千禧年元旦前使用過一次。

### 向愛爾蘭全國發表演講
愛爾蘭總統，在咨詢愛爾蘭國務委員會後，有權向愛爾蘭全國發表演講。條件是愛爾蘭內閣必須完全地同意演辭內容。這種專用保留權力被使用過四次：總統厄斯金·漢美頓·奇爾德斯在1974年使用過一次，總統瑪麗·麥亞烈斯在2001年使用過一次。

### 特赦權
根據愛爾蘭憲法第13章第6節，「總統被授予赦免或減輕任何擁有刑事管轄權的法院判處的刑罰的權力」。（英語：The right of pardon and the power to commute or remit punishment imposed by any court exercising criminal jurisdiction are hereby vested in the President.）換言之，愛爾蘭總統有權發出特赦令和減刑令。這種專用保留權力被使用過一次：在北愛爾蘭和平進程內被用作特赦愛爾蘭共和軍的某些罪行。

## 改革
多年來，有許多學家建議改革總統權力。在1996年，愛爾蘭憲法更新組織（Constitutional Review Group）發表一份報告，建議將總統擁有的權力轉移到總理府（Taoiseach），令總理成為國家元首和政府首腦。但是，許多人相信總理不可能中立地行使總統的權力。如此，報告建議剝奪總統拒絕解散下議院請求的權力，改為使用德國國會的有建設性不信任動議（Constructive Vote Of No Confidence，通過的不信任動議將不會導致政府下台）。現在，愛爾蘭人民沒有剝奪總統權力或廢除總統的要求。

## 繼任
愛爾蘭共和國不設副總統。如果愛爾蘭總統一職提前出缺，繼任人必須在六十日內選出。在選出繼任人前，以下官員將會籌組總統委員會（Presidential Commission），代替總統執行職務：
- 愛爾蘭首席法官
- 愛爾蘭眾議院議長（英语：Ceann Comhairle）
- 愛爾蘭參議院議長（英语：Cathaoirleach）

自1937年，總統委員會已在許多時候代替總統執行職務。
技術上，所有總統的任期在新總統的就職典禮的當日午夜零時終結。所以，從午夜直到就職典禮，總統的職責是由總統委員會執行。愛爾蘭憲法還授權愛爾蘭國務委員會大多數成員在不預見的情況底下執行總統職責。所以，愛爾蘭國務委員會可此被認為是第三位繼任人。但是，迄今，愛爾蘭國務委員會從未擔任這個角色。

## 愛爾蘭總統列表
| # | 漢譯名稱                 | 英語名稱                  | 愛爾蘭語名稱              |  | 上任日期       | 離任日期       | 政黨             |
| - | ------------------------ | ------------------------- | ------------------------- |  | -------------- | -------------- | ---------------- |
|   | 總統委員會               |                           |                           |  | 1937年12月29日 | 1938年6月25日  | （臨時）         |
| 1 | 道格拉斯·海德            | Douglas Hyde              | Dubhghlas de hÍde         |  | 1938年6月25日  | 1945年6月24日  | （所有政黨推舉） |
| 2 | 肖恩·T·奧凱利            | Seán T. O'Kelly           | Seán T. Ó Ceallaigh       |  | 1945年6月25日  | 1959年6月24日  | 愛爾蘭共和黨     |
| 3 | 埃蒙·德瓦莱拉            | Éamon de Valera           | Éamonn de Bhailéara       |  | 1959年6月25日  | 1973年6月24日  | 愛爾蘭共和黨     |
| 4 | 厄斯金·漢密爾頓·奇爾德斯 | Erskine Hamilton Childers | Erskine Hamilton Childers |  | 1973年6月25日  | 1974年11月17日 | 愛爾蘭共和黨     |
|   | 總統委員會               |                           |                           |  | 1974年11月17日 | 1974年12月18日 | （臨時）         |
| 5 | 卡福爾·奧道勞            | Carroll O'Daly            | Cearbhall Ó Dálaigh       |  | 1974年12月19日 | 1976年10月22日 | 愛爾蘭共和黨     |
|   | 總統委員會               |                           |                           |  | 1976年10月22日 | 1976年12月2日  | （臨時）         |
| 6 | 帕特里克·希勒里          | Patrick Hillery           | Pádraig Ó hIrighile       |  | 1976年12月3日  | 1990年12月2日  | 愛爾蘭共和黨     |
| 7 | 瑪麗·羅賓遜              | Mary Robinson             | Máire Mhic Róibín         |  | 1990年12月3日  | 1997年9月12日  | 愛爾蘭工黨       |
|   | 總統委員會               |                           |                           |  | 1997年9月12日  | 1997年11月10日 | （臨時）         |
| 8 | 瑪麗·麥卡利斯            | Mary McAleese             | Máire Mhic Ghiolla Íosa   |  | 1997年11月10日 | 2011年11月11日 | 愛爾蘭共和黨     |
| 9 | 麥可·D·希金斯            | Michael D. Higgins        | Micheál D. Ó hUigínn      |  | 2011年11月11日 | 現在           | 愛爾蘭工黨       |

### 卸任後
卸任後，愛爾蘭總統可以成功展開新事業。前總統瑪麗·羅賓遜是最佳的例子。她在1997年卸任後擔任聯合國人權事務高級專員。

## 官邸，稱謂
- 愛爾蘭總統官邸是位於都柏林菲尼斯公園（Phoenix Park）的愛爾蘭總統府。
- 愛爾蘭總統的稱謂是「總統」（英語：President，愛爾蘭語：Uachtarán），不是「總統先生/女士」（英語：Mr./Madam President）。有時，人民會使用「總統閣下」的稱謂（英語：Your Excellency，愛爾蘭語：男性總統稱A Shoilse，女性總統稱 A Soilse）

## 就職宣誓
根據愛爾蘭憲法，總統就職時必須在人民和以下官員面前宣誓就職
- 所有爱尔兰众议院議員
- 所有愛爾蘭參議院議員
- 所有愛爾蘭最高法院（英语：Supreme Court of Ireland）大法官
- 所有愛爾蘭高等法院法官
- 其他「公共人物」（英語：public personages）

愛爾蘭總統需要根據愛爾蘭憲法第12章第8節內的宣誓文本宣誓就職

### 宣誓文本

#### 愛爾蘭語
I láthair Dia na nUilechumhacht, táimse á ghealladh agus á dhearbhú go sollúnta is go fírinneach bheith i mo thaca agus i mo dhidín do Bhunreacht Éireann, agus dlíthe a chaomhnú, mo dhualgais a chomhlíonadh go dilís coinsiasach de réir an Bhunreacht is an dlí, agus mo lándícheall a dhéanamh ar son leasa is fónaimh mhuintir na hÉireann. Dia do mo stiúradh agus do mo chumhdach.

#### 英語
In the presence of Almighty God I do solemnly and sincerely promise and declare that I will maintain the Constitution of Ireland and uphold its laws, that I will fulfil my duties faithfully and conscientiously in accordance with the Constitution and the law, and that I will dedicate my abilities to the service and the welfare of the people of Ireland. May God direct and sustain me.

#### 中文翻譯
本人僅以全能的天主之名莊嚴宣誓，我將會維護愛爾蘭憲法和執行其法律，我將會忠實地，謹慎地，和依照憲法和法律履行我的職務，我將會致力服務愛爾蘭人民及其幸福。願天主助佑我。

## 彈劾
愛爾蘭憲法提供二種彈劾總統的方法。第一種方法是由至少四個愛爾蘭最高法院大法官開庭審理和決定總統已經「永遠不能行使職務」（英語：Permanently Incapacitated）。第二種方法是由愛爾蘭國會投票彈劾。但是，這種方法只適用於某些明文規定的違法行為（英語：stated misbehaviour）。國會上下議院均可以彈劾總統，但是彈劾動議必須由三十名議員提出和由同一個議院三分之二的議員投票贊成。彈劾動議通過後，第二個議院必須自己展開調查或任命一個調查委員會展開調查。調查完畢之後，第二個議院必須表決動議。如果動議被第二個議院三分之二的議員投票贊成，總統必須立即請辭。
迄今，愛爾蘭從未有總統被彈劾下臺。

## 歷史
愛爾蘭總統在1937年設立，代替在1922年至1937年愛爾蘭自由邦時代設立的愛爾蘭總督職位。七年的總統任期是參照當時德國和奧地利的總統任期。但是現在，德國和奧地利的總統已經不再擔任七年任期。當時，有評論家相信總統的設立會導致專政。但是，在設立總統後，歷任總統在愛爾蘭政治舞臺上均擔當了一個有限和非政治性的角色。
有許多人相信，前總統瑪麗·羅賓遜在任內（1990年至1997年）令一向被視為保守的愛爾蘭總統府變得自由化。羅賓遜在任內一直尋求與其他國家和文化發展一種新的經濟，政治和文化連結。她在任內非常重視發展中國家的需要，以愛爾蘭大飢荒來解釋今天營養，貧窮和政策問題。她還嘗試建立一條在已發展的和發展中國家之間的合作橋梁。

## 爭議

### 北愛爾蘭
愛爾蘭憲法第2條和3條原文提及了二個政治實體：一個覆蓋整個愛爾蘭島的「國家領土」，和一個不包括北愛爾蘭的「國家地區」。愛爾蘭總統這個頭銜的定義是愛爾蘭總統是整個愛爾蘭島的國家元首。但是，因為愛爾蘭沒有北愛爾蘭的實際統治權，這個定義被北愛爾蘭和英國否認。
因為英國一向否認愛爾蘭擁有整個愛爾蘭島的統治權，愛爾蘭政府在1952年起，拒絕承認英国国会頒布的制誥，宣稱伊莉莎白二世為大不列顛及北愛爾蘭聯合王國女王。結果，愛爾蘭政府拒絕出席英國王室場合。例如，1953年，總統斯恩·奧凱利跟隨政府忠告，拒絕出席在都柏林舉行的伊莉莎白二世加冕花園聚會。1981年，總統帕特里克·希勒里也在政府忠告之下，拒絕接受伊莉莎白二世的邀請，出席查爾斯王儲和戴安娜王妃的婚禮。
反之，英國堅持不稱愛爾蘭總統為「愛爾蘭共和國總統」。在英國政府的建議下，任命英國駐愛爾蘭大使的國書是寫給總統本人（例：希勒里總統）而不是「愛爾蘭共和國總統」。

### 由1937年至1949年的愛爾蘭元首
歷史學家對愛爾蘭在1937年至1949年之間的國家元首有一定的爭議。
在1937年，愛爾蘭採用了新的憲法（Bunreacht na hÉireann）。憲法內沒有提及愛爾蘭國王，但也沒有清楚地表明愛爾蘭總統是國家元首。當時的愛爾蘭總統雖然可以簽署國會法案成為法律和任命愛爾蘭內閣，但是，第二十八條延續憲法修訂（第27號）法案的內容，允許總理府透過立法將簽署條約及派出、接受外交官之權力「授權英聯邦中任何一國行使同等職權之機構」。隨著憲法《修訂（第27號）法案》通過的《1936年行政權力（對外關係）法》，則據此條授權英國國王外交元首之權。於是此時愛爾蘭出現外交內政有不同元首之現象。
1949年，愛爾蘭議會通過《愛爾蘭共和國法案》，其中廢除《1936年行政權力（對外關係）法》，愛爾蘭總統遂成為全權元首。
其它
據2009年一项民意调查，據說很多人认為是總統職位就是在浪費錢。

## 外部連結
- 愛爾蘭總統官方網站（愛爾蘭語/英語）